# Línea del Algarve
La Línea del Algarve es un tramo ferroviario, que recorre la región portuguesa del mismo nombre, uniendo las estaciones ferroviarias de Lagos y Villarreal de San Antonio.

## Características geográficas
La línea, de orientación general Este-Oeste, recorre toda la costa Sur del Algarve, excepto parte de la costa en el ayuntamiento de Lagos y la totalidad de la costa Sur del ayuntamiento de Vila do Bispo, en el Barlavento Algarvio. Las principales estaciones son Villarreal de San Antonio, Faro, Tavira, Olhão, Albufeira, Tunes, Portimão y Lagos.

## Explotación, apoyo y control

### Explotación de pasajeros y mercancías

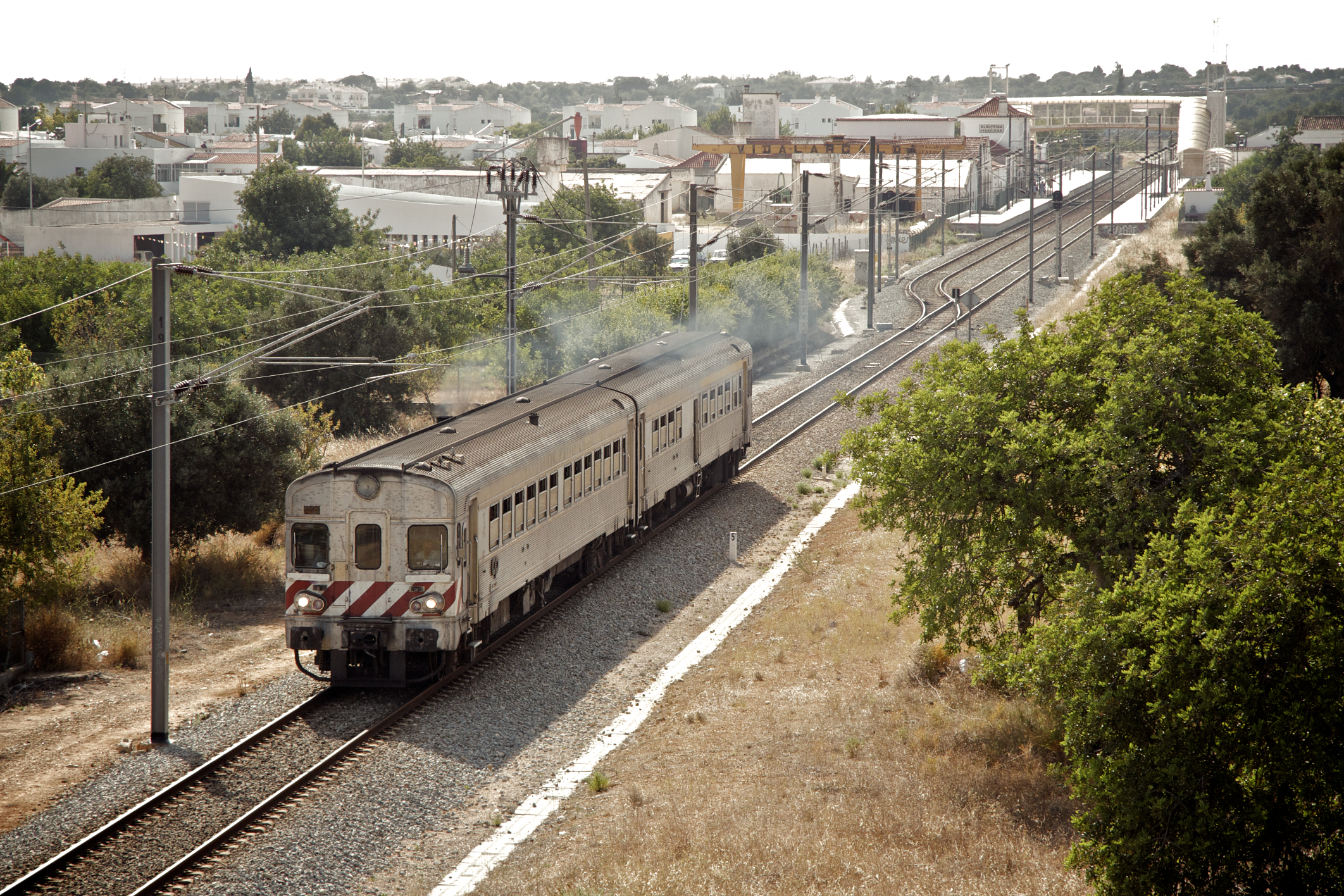
Automotor diesel, con arnés (UDD), de la serie 0600, haciendo el CP Regional n.º 5913, aproximándose a la Estación de Albufeira, el 2 de julio de 2011.

Todos los servicios de pasajeros y de carga son efectuados por la transportista ferroviaria nacional, Comboios de Portugal, aunque ocasionalmente también circulen composiciones privadas de empresas de obras y mantenimiento ferroviario, como SOMAFEL y Neopul. Las infraestructuras de soporte a la actividad ferroviaria son, en su totalidad, exploradas por la Red Ferroviaria Nacional (REFER).

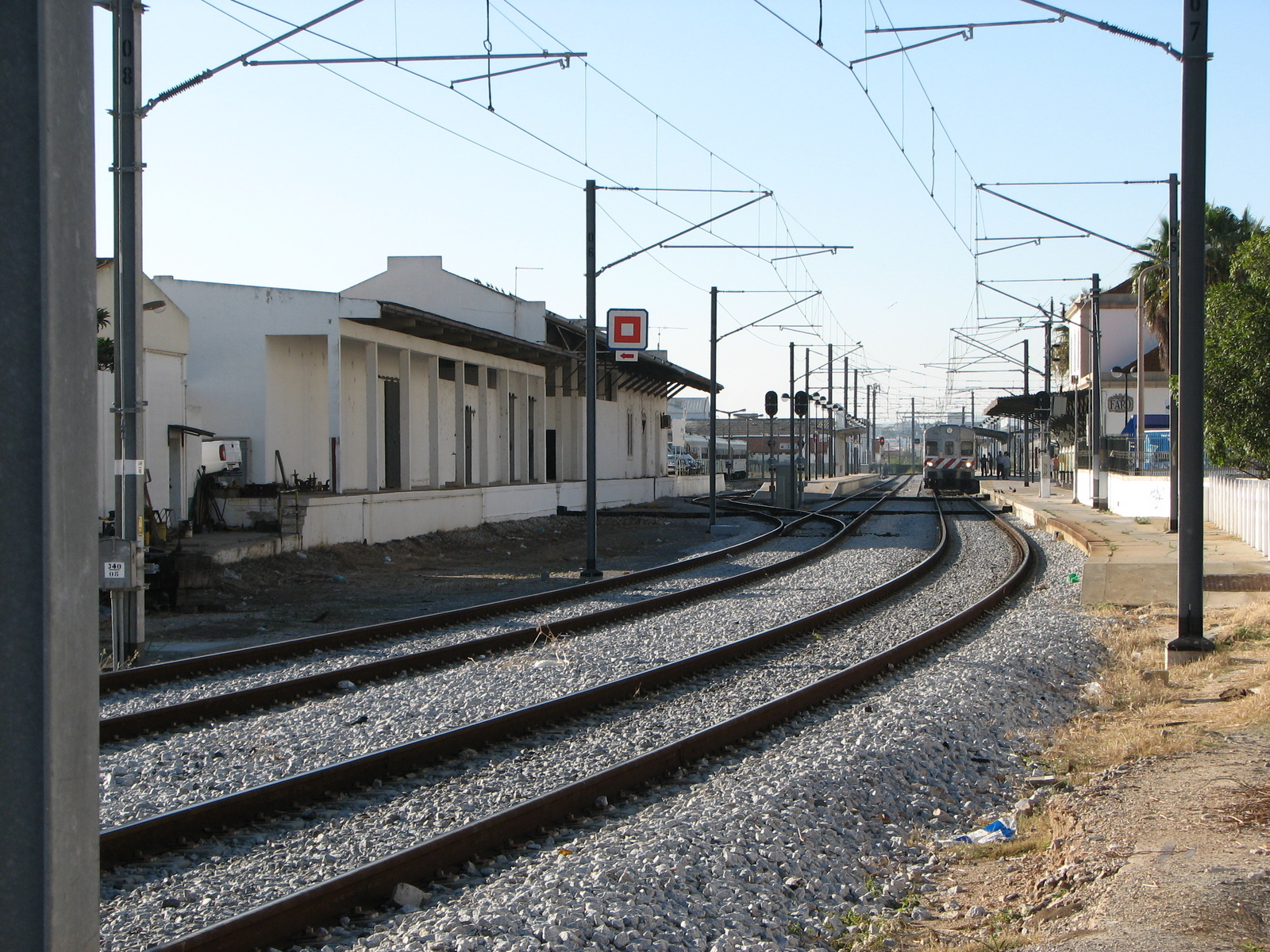
Estación Ferroviaria de Faro.

La principal plataforma ferroviaria de pasajeros se encuentra en Faro, y la principal terminal de carga se localiza junto a la Estación de Loulé. Una segunda terminal de mercancías se encuentra en proyecto en Faro, debiendo ser construido por el operador Takargo, división del grupo Mota-Engil.
Constantemente, circulan composiciones de mercancías en el tramo entre Villarreal de San Antonio y Tunes; en términos de pasajeros, los servicios Alfa Pendular e Intercidades circulan entre Faro y Tunes, y los Regionales en toda la Línea del Algarve. En el pasado, también circulaban servicios de naturaleza InterRegional, Tranvía, Comboi Azul y Sotavento en esta línea. Algunos de los servicios Regionales fueron, durante algunos años, asegurados por locomotoras de la CP Serie 1200.
El tramo entre Villarreal de San Antonio y Villarreal de San Antonio - Guadiana, que aseguraba la conexión directa con el centro de la ciudad y a los ferrys a Ayamonte, España, se encuentra cerrado a la explotación.

### Sistemas de apoyo y control de tráfico
Los enclaves, en el tramo entre Lagos y la estación de Tunes (inclusive), son controlados por un sistema 6171 LockTrac (PIPC), implementado por la Alcatel-Lucent. De Tunes hasta la estación de Olhão (inclusive), el sistema de control de los enclaves es el SSI - Solid State Interlocking, aportado por un consorcio Westinghouse Rail Systems Ltd. - Dimetronic.
Entre Lagos y Olhão, el tráfico es gestionado por el Control de Tráfico Centralizado de Faro; de Olhão a Villarreal de San Antonio, la gestión del tráfico es efectuada en Acantonamiento Telefónico. En la estación de Faro, existe un Puesto de Comando Local, debido a las maniobras que son efectuadas en la estación.

## Historia
En 1858, se inició el debate sobre la continuación de la Línea del Sur (actualmente Línea del Alentejo a partir de Beja, hasta el Algarve; en 1864, fue firmado un contrato entre la Compañía de los Ferrocarriles de Sur y Sudeste y el estado portugués, para efectuar esta obra.
La conexión ferroviaria a Faro fue concluida el 21 de febrero de 1889, pero la inauguración no se produjo hasta el 1 de julio de ese año.
El ferrocarril llegó a Olhão el 28 de marzo de 1904 (aunque la estación no fue inaugurada hasta el 15 de mayo de ese año), a Fuzeta el 1 de septiembre del mismo año, Luz de Tavira el 31 de enero de 1905, Tavira el 19 de marzo del mismo año, y a Villarreal de San Antonio el 14 de abril de 1906. En el Ramal de Lagos, las Estaciones de Algoz, Ferragudo-Parchal y Lagos fueron inauguradas, respectivamente, el 10 de octubre de 1889, el 15 de febrero de 1903 y el 30 de julio de 1922. La Estación Ferroviaria de Villarreal de San Antonio – Guadiana fue inaugurada en la década de 1940.